# Eurocopa Femenina de Fútbol Sala de 2022
La Eurocopa Femenina de Fútbol Sala de 2022 será la segunda edición de este torneo de selecciones nacionales absolutas femenina pertenecientes a la Unión de Asociaciones Europeas de Fútbol. 
En esta edición debutan las selecciones de Bosnia y Herzegovina y Gibraltar, y no participa en esta edición la selección de Rumania.
Debido a la pandemia por coronavirus se retrasa la competición al año 2022. A causa del conflicto bélico entre Rusia y Ucrania, la fase final de la Eurocopa vuelve a aplazarse.

## Países participantes
| - Armenia - Bélgica - Bielorrusia - Bosnia y Herzegovina - Croacia - Eslovaquia | - Eslovenia - España - Finlandia - Gibraltar - Hungría - Irlanda del Norte | - Italia - Kazajistán - Lituania - Moldavia - Países Bajos - Polonia | - Portugal - República Checa - Rusia - Serbia - Suecia - Ucrania |

### Rondas
1. Una ronda preliminar con dos grupos de cuatro selecciones cada uno y otro grupo de tres selecciones, que disputaran los mini-torneos en una sede entre el 4 y el 9 de mayo de 2021. Las ganadoras de los tres grupos pasaran a la ronda principal.
2. Una ronda principal donde las tres ganadoras de la ronda preliminar se unirán a las 13 selecciones clasificadas con un mayor ranking en cuatro grupos de cuatro que jugarán mini-torneos en diferentes sedes entre el 19 y el 24 de septiembre de 2021. Las cuatro primeras de cada grupo pasarán a la fase final del torneo.
3. Una fase de final donde las cuatro selecciones clasificadas para jugar en un mini-torneo de semifinal y final, entre el 24 y el 27 de marzo de 2022.

### Sorteo
El sorteo de las dos primeras rondas se celebró el 13 de febrero de 2020.

## Ronda Preliminar

### Grupo A
| Equipo            | Pts | PJ | PG | PE | PP | GF | GC | Dif |
| ----------------- | --- | -- | -- | -- | -- | -- | -- | --- |
| Eslovaquia        | 9   | 3  | 3  | 0  | 0  | 18 | 2  | +16 |
| Serbia            | 6   | 3  | 2  | 0  | 1  | 16 | 5  | +11 |
| Irlanda del Norte | 3   | 3  | 1  | 0  | 2  | 2  | 12 | -10 |
| Lituania          | 0   | 3  | 0  | 0  | 3  | 1  | 18 | -17 |

| 5 de mayo de 2021 | Serbia                                                            | 4:1 (0:1) | Irlanda del Norte | Jonava Arena, Jonava, Lituania                   |                                                  |
|                   | - Brown 23'55' - Knežević 27'53' - Vukovic 35'51' - Mearns 39'55' | Reporte   | - 8'14' Dempster  | Árbitro(s): Volha Pauliuts Raquel González Ruano | Árbitro(s): Volha Pauliuts Raquel González Ruano |

| 5 de mayo de 2021 | Eslovaquia                                                                                  | 7:0 (3:0) | Lituania | Jonava Arena, Jonava, Lituania                |                                               |
|                   | - Rybanská 1'49', 17'07' - Valová 9'40' - Macková 25'16', 26'09' - Tyčiaková 28'45', 36'07' | Reporte   |          | Árbitro(s): Irina Velikanova Tatiana Boltneva | Árbitro(s): Irina Velikanova Tatiana Boltneva |

| 6 de mayo de 2021 | Eslovaquia                                    | 3:2 (2:2) | Serbia                    | Jonava Arena, Jonava, Lituania                     |                                                    |
|                   | - Tyčiaková 14'14', 26'05' - Sedláková 18'44' | Reporte   | - Knežević 12'33', 15'36' | Árbitro(s): Raquel González Ruano Irina Velikanova | Árbitro(s): Raquel González Ruano Irina Velikanova |

| 6 de mayo de 2021 | Lituania | 0:1 (0:0) | Irlanda del Norte | Jonava Arena, Jonava, Lituania              |                                             |
|                   |          | Reporte   | - Brown 22'57'    | Árbitro(s): Tatiana Boltneva Volha Pauliuts | Árbitro(s): Tatiana Boltneva Volha Pauliuts |

| 8 de mayo de 2021 | Irlanda del Norte | 0:8 (0:3) | Eslovaquia | Jonava Arena, Jonava, Lituania                |                                               |
|                   |                   | Reporte   | - Tyčiaková 1'25' - Baniková 4'27' - Kucharčíková 18'50' - Macková 20'18' - Rybanská 21'39', 21'57', 32'49' - Valová 29'39' | Árbitro(s): Irina Velikanova Tatiana Boltneva | Árbitro(s): Irina Velikanova Tatiana Boltneva |

| 8 de mayo de 2021 | Lituania            | 1:10 (1:4) | Serbia | Jonava Arena, Jonava, Lituania                     |                                                    |
|                   | - Liužinaitė 15'59' | Reporte    | - Malijar 7'10' - Batinić 13'25', 14'30', 26'01', 28'38', 28'58' - Čolić 19'40' - Trišić 24'07', 34'09', 39'55' | Árbitro(s): Raquel González Ruano Tatiana Boltneva | Árbitro(s): Raquel González Ruano Tatiana Boltneva |

### Grupo B
| Equipo               | Pts | PJ | PG | PE | PP | GF | GC | Dif |
| -------------------- | --- | -- | -- | -- | -- | -- | -- | --- |
| Países Bajos         | 9   | 3  | 3  | 0  | 0  | 21 | 3  | +18 |
| Armenia              | 6   | 3  | 2  | 0  | 1  | 12 | 8  | +4  |
| Bosnia y Herzegovina | 3   | 3  | 1  | 0  | 2  | 8  | 11 | -3  |
| Moldavia             | 0   | 3  | 0  | 0  | 3  | 0  | 19 | -19 |

| 16 de agosto de 2021 | Países Bajos                                                                                          | 7:3 (5:1) | Bosnia y Herzegovina                                | FMF Futsal Arena, Ciorescu, Moldavia                 |                                                      |
|                      | - Van Toledo 5'06', 14'19', 19'56' - Prijs 5'35' - De Groen 17'20' - Alibašić 26'54' - Veltrop 29'43' | Reporte   | - 8'42' Spasojević - 34'11' Trumić - 37'54' Milović | Árbitro(s): Talgat Kosmukhambetov Fatma Özlem Tursun | Árbitro(s): Talgat Kosmukhambetov Fatma Özlem Tursun |

| 16 de agosto de 2021 | Armenia | 8:0 (4:0) | Moldavia | FMF Futsal Arena, Ciorescu, Moldavia         |                                              |
|                      | - Osipyan 12'06', 17'56' - Mangasaryan 14'03' - Costico 16'21' - Ghukasyan 26'06', 32'54' - Osadcii 27'53' - Chopikyan 36'24' | Reporte   |          | Árbitro(s): Šarūnas Tamulynas Volha Pauliuts | Árbitro(s): Šarūnas Tamulynas Volha Pauliuts |

| 17 de agosto de 2021 | Armenia | 0:6 (0:2) | Países Bajos                                                                                          | FMF Futsal Arena, Ciorescu, Moldavia             |                                                  |
|                      |         | Reporte   | - 9'07' Brueren - 9'57' Oliveira - 27'00' Verschoor - 30'29' Prijs - 32'13' Veltrop - 38'26' De Groen | Árbitro(s): Fatma Özlem Tursun Šarūnas Tamulynas | Árbitro(s): Fatma Özlem Tursun Šarūnas Tamulynas |

| 17 de agosto de 2021 | Moldavia | 0:3 (0:2) | Bosnia y Herzegovina                               | FMF Futsal Arena, Ciorescu, Moldavia             |                                                  |
|                      |          | Reporte   | - 0'28' Spasojević - 4'10' Trumić - 38'11' Milović | Árbitro(s): Volha Pauliuts Talgat Kosmukhambetov | Árbitro(s): Volha Pauliuts Talgat Kosmukhambetov |

| 19 de agosto de 2021 | Bosnia y Herzegovina                   | 2:4 (1:3) | Armenia                                          | FMF Futsal Arena, Ciorescu, Moldavia         |                                              |
|                      | - Milović 1'12' - A. Karapetyan 39'27' | Reporte   | - 5'33', 18'58', 26'25' Yeghyan - 14'20' Osipyan | Árbitro(s): Volha Pauliuts Šarūnas Tamulynas | Árbitro(s): Volha Pauliuts Šarūnas Tamulynas |

| 19 de agosto de 2021 | Moldavia | 0:8 (0:4) | Países Bajos                                                                                                  | FMF Futsal Arena, Ciorescu, Moldavia                 |                                                      |
|                      |          | Reporte   | - 7'44' Verschoor - 15'46' Loth - 17'06', 36'10' Van Toledo - 18'54', 33'35' Oliveira - 28'50', 29'50' Hopman | Árbitro(s): Fatma Özlem Tursun Talgat Kosmukhambetov | Árbitro(s): Fatma Özlem Tursun Talgat Kosmukhambetov |

### Grupo C
| Equipo                                                              | Pts | PJ | PG | PE | PP | GF | GC | Dif |
| ------------------------------------------------------------------- | --- | -- | -- | -- | -- | -- | -- | --- |
| Bélgica                                                             | 1   | 1  | 0  | 1  | 0  | 3  | 3  | 0   |
| Gibraltar                                                           | 1   | 1  | 0  | 1  | 0  | 3  | 3  | 0   |
| KazajistánN1                                                        | 0   | 0  | 0  | 0  | 0  | 0  | 0  | 0   |
| Nota 1: Kazajistán anuncia que no viaja para disputar los partidos. |     |    |    |    |    |    |    |     |

| 5 de mayo de 2021 | Bélgica | 3:3 (2:1) (5:4 p.)         | Gibraltar | Tercentenary Sports Hall, Gibraltar          |                                              |
|                   | - Van Roie 2'11', 43'24' - Taquet 4'29'                                                                       | Reporte                    | - 9'52' Viagas - 24'08', 42'33' Robba                                                                          | Árbitro(s): Fatma Özlem Tursun Chiara Perona | Árbitro(s): Fatma Özlem Tursun Chiara Perona |
|                   | | Tiros desde el punto penal | |                                              |                                              |
|                   | Imke Courtois · Morgane Wijns · Tine Van Roie · Lina Meeuwis · Lauren Meyers · Marine Rosala · Pauline Taquet |                            | Tiana Borrell · Kayleigh Ferro · Lorena Garcia · Alexandra Holt · Shania Robba · Tiffany Viagas · Naomi Victor |                                              |                                              |

| 6 de mayo de 2021 | Kazajistán | anulado | Bélgica | Tercentenary Sports Hall, Gibraltar        |                                            |
|                   |            | Reporte |         | Árbitro(s): Chiara Perona Annamaria Tolnay | Árbitro(s): Chiara Perona Annamaria Tolnay |

| 7 de mayo de 2021 | Gibraltar | anulado | Kazajistán | Tercentenary Sports Hall, Gibraltar |  |
|                   |           | Reporte |            |                                     |  |

## Ronda Principal

### Grupo 1
| Equipo       | Pts | PJ | PG | PE | PP | GF | GC | Dif |
| ------------ | --- | -- | -- | -- | -- | -- | -- | --- |
| Rusia        | 9   | 3  | 3  | 0  | 0  | 14 | 1  | +13 |
| Hungría      | 6   | 3  | 2  | 0  | 1  | 8  | 8  | 0   |
| Países Bajos | 3   | 3  | 1  | 0  | 2  | 8  | 6  | +2  |
| Bielorrusia  | 0   | 3  | 0  | 0  | 3  | 5  | 20 | -15 |

| 20 de octubre de 2021 | Rusia                                 | 2:1 (2:1) | Países Bajos     | Uruchie, Minsk, Bielorrusia              |                                          |
|                       | - Samoilova 0'50' - Samorodova 17'06' | Reporte   | - 6'34' Barendse | Árbitro(s): Aslan Galayev - Mislav Džeko | Árbitro(s): Aslan Galayev - Mislav Džeko |

| 20 de octubre de 2021 | Hungría                                                        | 5:4 (3:1) | Bielorrusia                                                              | Uruchie, Minsk, Bielorrusia                  |                                              |
|                       | - Megyeri 0'28', 3'04' - Horváth 11'29', 38'23' - Fülöp 36'40' | Reporte   | - 5'36', 26'54' Aniskovtseva - 29'40' Miroshnichenko - 39'11' Kharlanova | Árbitro(s): Arttu Kyynaeraeinen - Jiri Bergs | Árbitro(s): Arttu Kyynaeraeinen - Jiri Bergs |

| 21 de octubre de 2021 | Hungría | 0:3 (0:2) | Rusia                                      | Uruchie, Minsk, Bielorrusia            |                                        |
|                       |         | Reporte   | - 3'13', 22'31' Lebedeva - 9'01' Samoilova | Árbitro(s): Jiri Bergs - Aslan Galayev | Árbitro(s): Jiri Bergs - Aslan Galayev |

| 21 de octubre de 2021 | Bielorrusia       | 1:6 (1:4) | Países Bajos                                                                               | Uruchie, Minsk, Bielorrusia                    |                                                |
|                       | - Verschoor 4'14' | Reporte   | - 1'00', 37'07' Loth - 2'29' De Groen - 3'08' Barendse - 15'01' Brueren - 39'02' Verschoor | Árbitro(s): Mislav Džeko - Arttu Kyynaeraeinen | Árbitro(s): Mislav Džeko - Arttu Kyynaeraeinen |

| 23 de octubre de 2021 | Países Bajos     | 1:3 (0:0) | Hungría                                           | Uruchie, Minsk, Bielorrusia                  |                                              |
|                       | - Veltrop 20'30' | Reporte   | - 25'58' Csepregi - 32'56' Horváth - 39'29' Varga | Árbitro(s): Jiri Bergs - Arttu Kyynaeraeinen | Árbitro(s): Jiri Bergs - Arttu Kyynaeraeinen |

| 23 de octubre de 2021 | Bielorrusia | 0:9 (0:5) | Rusia | Uruchie, Minsk, Bielorrusia              |                                          |
|                       |             | Reporte   | - 3'51' Rodkina - 6'28' Samoilova - 9'39', 14'09' Gazimova - 11'30' Samorodova - 33'10' Pravdina - 36'17', 39'09' Lebedeva - 38'10' Nikitina | Árbitro(s): Mislav Džeko - Aslan Galayev | Árbitro(s): Mislav Džeko - Aslan Galayev |

### Grupo 2
| Equipo    | Pts | PJ | PG | PE | PP | GF | GC | Dif |
| --------- | --- | -- | -- | -- | -- | -- | -- | --- |
| Portugal  | 9   | 3  | 3  | 0  | 0  | 29 | 3  | +26 |
| Polonia   | 6   | 3  | 2  | 0  | 1  | 14 | 10 | +4  |
| Croacia   | 3   | 3  | 1  | 0  | 2  | 4  | 22 | -18 |
| Eslovenia | 0   | 3  | 0  | 0  | 3  | 3  | 15 | -12 |

| 20 de octubre de 2021 | Portugal | 6:0 (2:0) | Eslovenia | Mladost, Karlovac, Croacia             |                                        |
|                       | - Lídia Moreira 5'16' - Inês Fernandes 6'16' - Ana Pires 28'48' - Pisko 30'42' - Sara Ferreira 35'52' - Catia Morgado 38'54' | Reporte   |           | Árbitro(s): Ivo Tsenov - Péter Zimonyi | Árbitro(s): Ivo Tsenov - Péter Zimonyi |

| 20 de octubre de 2021 | Polonia                                                                        | 5:1 (2:1) | Croacia         | Mladost, Karlovac, Croacia                         |                                                    |
|                       | - Włodarczyk 11'21' - Maziarz 12'51' - Knysak 27'41', 33'29' - Bukowska 28'23' | Reporte   | - 18'37' Barbir | Árbitro(s): Yevhen Hordiienko - Florentina Kallaba | Árbitro(s): Yevhen Hordiienko - Florentina Kallaba |

| 21 de octubre de 2021 | Polonia                        | 2:7 (1:4) | Portugal | Mladost, Karlovac, Croacia                  |                                             |
|                       | - Nowak 11'49' - Knysak 34'06' | Reporte   | - 5'33' Catia Morgado - 11'03', 16'54' Ana Pires - 11'36', 26'30' Carla Vanessa - 22'13' Inês Fernandes - 31'52' Sara Ferreira | Árbitro(s): Florentina Kallaba - Ivo Tsenov | Árbitro(s): Florentina Kallaba - Ivo Tsenov |

| 21 de octubre de 2021 | Croacia                            | 2:1 (0:0) | Eslovenia       | Mladost, Karlovac, Croacia                    |                                               |
|                       | - Matijevic 24'06' - Orešić 25'24' | Reporte   | - 24'33' Kranjc | Árbitro(s): Péter Zimonyi - Yevhen Hordiienko | Árbitro(s): Péter Zimonyi - Yevhen Hordiienko |

| 23 de octubre de 2021 | Eslovenia                            | 2:7 (1:6) | Polonia                                                                                                   | Mladost, Karlovac, Croacia                     |                                                |
|                       | - Moskała 17'10' - Włodarczyk 30'11' | Reporte   | - 1'57' Szostak - 7'00' Sutkowska - 8'56', 11'35' Nowak - 9'55' Bukowska - 11'44' Moskała - 38'40' Knysak | Árbitro(s): Péter Zimonyi - Florentina Kallaba | Árbitro(s): Péter Zimonyi - Florentina Kallaba |

| 23 de octubre de 2021 | Croacia            | 1:16 (1:4) | Portugal | Mladost, Karlovac, Croacia                 |                                            |
|                       | - Matijevic 16'14' | Reporte    | - 3'36', 32'39', 34'10' Pisko - 15'27' Matijevic - 16'35', 31'34' Fifó - 16'50' Janice Silva - 21'51', 24'21', 39'47' Carla Vanessa - 24'59', 26'57', 29'33', 38'24' Sara Ferreira - 32'57' Lídia Moreira - 39'11' Ana Azevedo | Árbitro(s): Ivo Tsenov - Yevhen Hordiienko | Árbitro(s): Ivo Tsenov - Yevhen Hordiienko |

### Grupo 3
| Equipo          | Pts | PJ | PG | PE | PP | GF | GC | Dif |
| --------------- | --- | -- | -- | -- | -- | -- | -- | --- |
| Ucrania         | 9   | 3  | 3  | 0  | 0  | 16 | 5  | +11 |
| Finlandia       | 6   | 3  | 2  | 0  | 1  | 7  | 5  | +2  |
| Bélgica         | 3   | 3  | 1  | 0  | 2  | 3  | 10 | -7  |
| República Checa | 0   | 3  | 0  | 0  | 3  | 5  | 11 | -6  |

| 21 de octubre de 2021 | Finlandia                                   | 3:0 (2:0) | Bélgica | SC Bosko-Arena, Lviv, Ucrania                 |                                               |
|                       | - Jokisalo 11'54' - Ylikraka 17'01', 32'27' | Reporte   |         | Árbitro(s): Knyaz Amiraslanov - Aurélien Uzan | Árbitro(s): Knyaz Amiraslanov - Aurélien Uzan |

| 21 de octubre de 2021 | República Checa                                              | 4:5 (0:2) | Ucrania                                                              | SC Bosko-Arena, Lviv, Ucrania               |                                             |
|                       | - Skálová 24'01', 24'30' - Šturmová 29'02' - Soquessa 39'24' | Reporte   | - 8'05', 17'43' Shulha - 23'38' Hrytsenko - 27'01', 36'30' Sydorenko | Árbitro(s): Farik Keco - Rastislav Behancin | Árbitro(s): Farik Keco - Rastislav Behancin |

| 22 de octubre de 2021 | República Checa   | 1:3 (1:1) | Finlandia                                             | SC Bosko-Arena, Lviv, Ucrania                      |                                                    |
|                       | - Plháková 16'46' | Reporte   | - 15'44' Herranen - 23'24' Jokisalo - 39'24' Lauermaa | Árbitro(s): Rastislav Behancin - Knyaz Amiraslanov | Árbitro(s): Rastislav Behancin - Knyaz Amiraslanov |

| 22 de octubre de 2021 | Ucrania                                                                                                   | 7:0 (3:0) | Bélgica | SC Bosko-Arena, Lviv, Ucrania          |                                        |
|                       | - Forsiuk 6'09', 15'54' - Sydorenko 17'46' - Shulha 25'44' - Klipachenko 33'32' - Dubytska 33'51', 35'37' | Reporte   |         | Árbitro(s): Aurélien Uzan - Farik Keco | Árbitro(s): Aurélien Uzan - Farik Keco |

| 24 de octubre de 2021 | Bélgica                                                       | 3:0 (1:0) | República Checa | SC Bosko-Arena, Lviv, Ucrania                      |                                                    |
|                       | - Courtois 15'49' - Wielockx 31'28' - T. Van Den Bergh 39'14' | Reporte   |                 | Árbitro(s): Knyaz Amiraslanov - Rastislav Behancin | Árbitro(s): Knyaz Amiraslanov - Rastislav Behancin |

| 24 de octubre de 2021 | Ucrania                                                         | 4:1 (1:0) | Finlandia         | SC Bosko-Arena, Lviv, Ucrania          |                                        |
|                       | - Shulha 18'35', 25'51' - Sydorenko 30'08' - Sagaidachna 38'25' | Reporte   | - 38'51' Juntikka | Árbitro(s): Aurélien Uzan - Farik Keco | Árbitro(s): Aurélien Uzan - Farik Keco |

### Grupo 4
| Equipo     | Pts | PJ | PG | PE | PP | GF | GC | Dif |
| ---------- | --- | -- | -- | -- | -- | -- | -- | --- |
| España     | 9   | 3  | 3  | 0  | 0  | 21 | 2  | +19 |
| Italia     | 6   | 3  | 2  | 0  | 1  | 15 | 5  | +10 |
| Suecia     | 3   | 3  | 1  | 0  | 2  | 7  | 13 | -6  |
| Eslovaquia | 0   | 3  | 0  | 0  | 3  | 6  | 29 | -23 |

| 20 de octubre de 2021 | España | 12:2 (6:0) | Eslovaquia                              | Halmstad Arena, Halmstad, Suecia                |                                                 |
|                       | - Anita Luján 4'36' - Laura Córdoba 7'46' - Isabel García 11'28', 28'37' - Ale de Paz 12'58', 31'54' - Dany Domingos 13'11' - Irene Córdoba 16'45', 25'44', 33'46', 39'56' - Peque 25'06' | Reporte    | - 34'56' Rybanská - 35'31' Kucharčíková | Árbitro(s): Nikola Rabrenović - Mantas Pomeckis | Árbitro(s): Nikola Rabrenović - Mantas Pomeckis |

| 20 de octubre de 2021 | Italia                                    | 3:2 (3:0) | Suecia                   | Halmstad Arena, Halmstad, Suecia                |                                                 |
|                       | - Adamatti 3'22', 19'21' - Coppari 17'44' | Reporte   | - 21'04', 25'20' Stegius | Árbitro(s): Valentin Ciuplea - Arman Alaberkyan | Árbitro(s): Valentin Ciuplea - Arman Alaberkyan |

| 21 de octubre de 2021 | Italia | 0:2 (0:1) | España                                    | Halmstad Arena, Halmstad, Suecia                 |                                                  |
|                       |        | Reporte   | - 9'00' Dany Domingos - 36'42' Ame Romero | Árbitro(s): Arman Alaberkyan - Nikola Rabrenović | Árbitro(s): Arman Alaberkyan - Nikola Rabrenović |

| 21 de octubre de 2021 | Suecia                                                                   | 5:3 (4:1) | Eslovaquia                                                 | Halmstad Arena, Halmstad, Suecia               |                                                |
|                       | - Kiryo 4'26' - Lundström 9'17' - Stegius 17'32', 18'02' - Jensen 39'29' | Reporte   | - 10'40' Tyčiaková - 23'24' Rybanská - 37'21' Kucharčíková | Árbitro(s): Mantas Pomeckis - Valentin Ciuplea | Árbitro(s): Mantas Pomeckis - Valentin Ciuplea |

| 23 de octubre de 2021 | Eslovaquia       | 1:12 (0:7) | Italia | Halmstad Arena, Halmstad, Suecia                |                                                 |
|                       | - Lišková 21'24' | Reporte    | - 1'12' Coppari - 1'26', 32'33', 39'49' Adamatti - 1'41' Barca - 2'30', 25'03' Dal Maz - 4'12', 4'59', 34'44' Grieco - 9'10', 30'00' Boutimah | Árbitro(s): Valentin Ciuplea - Arman Alaberkyan | Árbitro(s): Valentin Ciuplea - Arman Alaberkyan |

| 23 de octubre de 2021 | Suecia | 0:7 (0:4) | España | Halmstad Arena, Halmstad, Suecia                |                                                 |
|                       |        | Reporte   | - 0'48', 20'38' Irene Córdoba - 5'21' Ale de Paz - 15'40' Peque - 16'50' Isa García - 22'32' Ame Romero - 33'41' Dany Domingos | Árbitro(s): Nikola Rabrenović - Mantas Pomeckis | Árbitro(s): Nikola Rabrenović - Mantas Pomeckis |

## Ronda Final
La fase final se celebrará del 1 al 3 de julio de 2022 en el Pavilhão Multiusos de Gondomar. participará el ganador de cada grupo de la fase principal, con un formato de semifinales y final. Debido a la invasión de Ucrania por parte de Rusia, esta última queda descalificada y en su lugar acude la selección de Hungría.
|  | Semifinales | Semifinales |       |         | Final        | Final |  |
|  |             |             |       |         |              |       |  |
|  |             |             |       |         |              |       |  |
|  | Ucrania     | 0           |       |         |              |       |  |
|  | España      | 9           |       |         |              |       |  |
|  |             |             |       |         |              |       |  |
|  |             |             |       |         |              |       |  |
|  |             |             |       |         | España       | 3 (4) |  |
|  |             | Portugal    | 3 (1) |         |              |       |  |
|  |             |             |       |         |              |       |  |
|  |             |             |       |         |              |       |  |
|  |             |             |       |         | Tercer lugar |       |  |
|  |             |             |       |         |              |       |  |
|  | Portugal    | 6           |       | Ucrania | 2            |       |  |
|  | Hungría     | 0           |       |         | Hungría      | 1     |  |

### Semifinales
| 1 de julio de 2022, 17:00 (UTC+1) | Ucrania | 0:9 (0:4) | España | Pabellón Multiusos de Gondomar, Gondomar         |                                                  |
|                                   |         | Reporte   | - 0'26' Mayte Mateo - 7'32', 27'35' Luci Gómez - 17'26' Irene Córdoba - 18'42' Peque - 27'22' Ale de Paz - 30'41' María Sanz - 31'44' Ame Romero - 37'05' Irene Samper | Árbitro(s): Daniele D'adamo - Fatma Özlem Tursun | Árbitro(s): Daniele D'adamo - Fatma Özlem Tursun |

| 1 de julio de 2022, 21:30 (UTC+1) | Portugal | 6:0 (3:0) | Hungría | Pabellón Multiusos de Gondomar, Gondomar          |                                                   |
|                                   | - Pisko 12'02' - Carol Pedreira 16'35' - Fifó 17'03' - Folk 22'30' - Catia Morgado 34'41' - Maria Pereira 36'35' | Reporte   |         | Árbitro(s): Damian Grabowski - Florentina Kallaba | Árbitro(s): Damian Grabowski - Florentina Kallaba |

### Tercer Puesto
| 3 de julio de 2022, 14:30 (UTC+1) | Hungría          | 1:2 (0:1) | Ucrania                           | Pabellón Multiusos de Gondomar, Gondomar            |                                                     |
|                                   | - 38'32' Horváth | Reporte   | - 8'27' Tytova - 22'53' Volovenko | Árbitro(s): Marjan Mladenovski - Fatma Özlem Tursun | Árbitro(s): Marjan Mladenovski - Fatma Özlem Tursun |